# Compass-1
Compass-1, auch Compass One ist ein Kleinsatellit im Cubesat-Format, den Studenten der FH Aachen von 2003 bis 2008 entwickelten.

## Aufbau und Mission
Compass-1 wiegt ungefähr ein Kilogramm. Seine Galliumarsenid-Solarpanele liefern eine elektrische Leistung von zwei Watt. Die Drei-Achsen-Stabilisation erfolgt über Magnetspulen. Die Lebensdauer war für sechs Monate errechnet. Die Nutzlast besteht aus einem GPS-Empfänger und einer CMOS-Kamera. Mit einer Auflösung von 640×480 Pixeln und einer Flughöhe von 630 km bildet die Kamera eine Fläche der Erde von 416×380 km² ab. Compass-1 wurde am 28. April 2008 als Piggy-back mit einer indischen PSLV-Trägerrakete erfolgreich in eine sonnensynchrone Bahn gebracht.
Das Amateurfunkrufzeichen für Compass-1 lautet DP0COM. Die Bodenstation benutzt das Rufzeichen DL0FHA. Als Beacon-Downlink wird eine Frequenz von 437,275 MHz und für den Daten- und Telemetriedownlink 437,405 MHz verwendet.
Das Nachfolgeprojekt Compass-2 hat bis zuletzt Compass-1 unterstützt.
Der Satellit war bis März 2012 in Betrieb.